# Thania Vega
Ruby Thania Vega de Praças (Villavicencio, 1954) é uma política colombiana. É casada com o ex-diretor da Direção Nacional de Estupefacientes da Colômbia Coronel Alfonso Plazas Vega. Nas eleições legislativas de 2014 foi eleita senadora da República pelo Centro Democrático, assumindo o cargo no dia 20 de julho de 2014.

## Biografia
Filha do General Miguel Vega Uribe, é autora  do livro “Que injustiça!“, por meio do qual é conhecido seu esforço na defesa pela inocência de seu marido, Coronel Alfonso Plazas Vega. Para as eleições legislativas de 2014, Vega fez parte da lista fechada ao Senado da República do movimento político Centro Democrático, encabeçada pelo ex-presidente Álvaro Uribe. Thania Vega ocupou a posição número 16 da lista e foi eleita senadora para o período 2014-2018. Tomou posse no cargo no dia 20 de julho de 2014.